# 대한민국 국민경제자문회의
국민경제자문회의(國民經濟諮問會議, National Economic Advisory Council)는 국민경제의 발전을 위한 중요정책의 수립에 관하여 대통령의 자문에 응하는 대통령 직속 자문기관이자 헌법기관이다. 헌법 제93조에 의거 1999년 8월 31일 제정된 국민경제자문회의법에 따라 1999년 11월 20일 설립되었다.

## 기능
국민경제자문회의는 다음의 사항에 관하여 대통령의 자문에 응한다.
1. 국민경제의 발전을 위한 전략 및 주요 정책 방향의 수립
2. 국민복지의 증진과 균형발전을 위한 제도의 개선과 정책의 수립
3. 국민경제의 대내외 주요 현안 과제에 대한 정책 대응 방향의 수립
4. 그 밖에 국민경제의 발전을 위하여 대통령이 자문회의의 회의에 부치는 사항

## 연혁
- 1987년 10월 29일 제9차 헌법개정에 따라 국민경제자문회의의 설치가 가능해진다.
- 1999년 8월 31일 국민경제자문회의의 설치를 골자로 하는 국민경제자문회의법 제정.
- 1999년 11월 20일 대통령 자문 기관으로서 국민경제자문회의가 발족된다.
- 2001년 1월 26일 국민경제자문회의법을 개정한다. 위원 가운데 당연직위원을 7명(국무총리·재정경제부 장관·산업자원부 장관·노동부 장관·기획예산처 장관·대통령 비서실 경제수석비서관·한국은행 총재)에서 2명(재정경제부 장관·대통령 비서실 경제수석비서관)으로, 위촉위원을 10명 이내에서 30명 이내로 변경하고, 새롭게 부의장(1명) 직을 신설한다.
- 2003년 5월 27일 국민경제자문회의법을 개정한다. 위원 가운데 당연직위원을 2명 이내에서 5명 이내로 변경한다.
- 2008년 2월 29일 국민경제자문회의법을 개정한다. 국민경제자문회의사무처를 폐지한다. 사무처의 소관 사무는 대통령실장이 승계한다.

## 조직
국민경제자문회의의 위원은 다음과 같이 구성된다.
- 의장(대통령)
- 부의장(위촉위원 중 임명)
- 당연직위원(5인 이내)
- 위촉위원(30인 이내)
- 지명위원

위원들은 전문 지식에 따라 각각 소위원회인 거시경제회의, 민생경제회의, 혁신경제회의, 대외경제회의로 위촉된다.

### 의장
자문회의의 의장은 대통령이 되고, 부의장은 의장이 위촉위원 중에서 지명한다. 의장은 자문회의의 회의를 소집하고, 이를 주재한다. 의장은 부의장으로 하여금 그 직무를 대행하게 할 수 있으며, 부의장이 부득이한 사유로 그 직무를 수행할 수 없을 때에는 위원 중 1명을 지명하여 그 직무를 대행하게 할 수 있다.

### 당연직위원
당연직위원은 기획재정부 장관과 대통령비서실의 경제 업무를 보좌하는 정무직 비서관, 그 밖에 대통령령으로 정하는 사람이 된다. "그 밖에 대통령령으로 정하는 사람"이란 다음의 사람을 말한다.
1. 고용노동부 장관
2. 대통령비서실장
3. 대통령비서실의 정책조정업무를 보좌하는 정무직 비서관

### 위촉위원
위촉위원은 대통령이 위촉하는 사람이 된다. 대통령은 위촉위원을 위촉하는 경우 필요한 때에는 경제단체의 장, 학계·언론계의 관련 전문가 등의 의견을 들을 수 있다.

### 지명위원
지명위원은 자문회의에 상정된 의안과 관련하여 중앙행정기관의 장과 정부출연연구기관의 장, 그 밖에 대통령령으로 정하는 사람 중에서 회의 때마다 대통령이 지명하는 사람이 된다. "그 밖에 대통령령으로 정하는 사람"이란 다음의 사람을 말한다.
관계행정기관의 장
1. 「국회법」에 따른 교섭단체의 정책을 심의·입안하는 자
2. 대통령비서실의 정무직인 보좌관 및 비서관
3. 외국기업(「외국인투자 촉진법」 제2조제1항제6호에 따른 외국인투자기업을 말한다) 또는 국내에 소재하는 외국인단체의 임원 또는 이에 상당하는 직에 있는 사람
4. 그 밖에 국민경제자문회의의 의장이 상정된 의안과 관련하여 필요하다고 인정하는 사람

### 위촉위원
위촉위원은 국민경제 발전에 이바지할 수 있는 학식과 경험이 풍부한 사람 중에서 대통령이 위촉한다.
위촉위원의 임기는 1년으로 한다.

### 간사위원
국민경제자문회의의 회의 운영지원 등의 사무를 처리하기 위하여 간사위원 1명을 둔다. 간사위원은 대통령비서실의 경제업무를 보좌하는 정무직인 비서관이 된다.

## 회의
자문회의의 회의는 위원 전원으로 구성하는 회의와 의장이 지명하는 위원으로 구성하는 회의로 구분한다. 국민경제자문위원회법 제5조에도 불구하고 의장은 분야별회의의 위원 중 1명을 지명하여 분야별회의를 소집하고 이를 주재하게 할 수 있다. 자문회의의 회의는 재적위원 과반수의 출석으로 개의하고, 출석위원 과반수의 찬성으로 의결한다. 의장은 필요하다고 인정하는 경우에는 관계 기관의 장 또는 관계 전문가를 자문회의의 회의에 출석하여 발언하게 할 수 있다.
자문회의는 필요에 따라 의장이 소집할 수 있다. 간사위원은 회의 개최 10일 전까지 자문회의의 위원과 출석·발언하는 관계 기관의 장 또는 관계 전문가에게 회의 개최의 일시와 장소를 통보하여야 한다.(긴급의안은 제외) 간사위원은 자문회의의 의안을 회의 개최 5일 전까지 자문회의의 위원과 출석·발언하는 관계 기관의 장 또는 관계 전문가에게 배부하여야 한다.(긴급의안은 제외) 분야별회의는 다음과 같다.
1. 거시경제회의
2. 민생경제회의
3. 혁신경제회의
4. 대외경제회의
5. 그 밖에 자문회의의 효율적인 운영을 위하여 의장이 필요하다고 인정하는 회의

각 분야별회의는 해당 분야별 정책방향 등에 관하여 심의한다. 분야별회의의 위원은 당연직위원 및 위촉위원 중에서 의장이 지명하는 사람으로 구성한다. 의장은 필요하다고 인정하는 경우 당연직위원 또는 지명위원을 분야별회의에 참석하게 할 수 있다. 각 분야별회의는 각 회의별로 분기별 1회 이상 개최한다. 자문회의의 위원은 의장의 요청이 있거나 필요하다고 판단되는 경우 간사위원을 경유하여 자문회의 또는 의장에게 서면으로 의견을 제출할 수 있다.